# Дехнаме (Хатаи)
«Дехнаме́» (азерб. Dəhnamə) — письменный памятник азербайджанской литературы, поэма, написанная в жанре месневи, классика азербайджанской литературы Шаха Исмаила Хатаи. Написана в 1506 году на азербайджанском языке. Одна из первых поэм в азербайджанской литературе, написанных в жанре месневи.
«Дехнаме» означает «Десять писем», поскольку месневи содержит десять любовных писем между влюблённым юношей (то есть поэтом) и его возлюбленной. Всего в поэме более 1400 двустиший (поэма состоит из 1532 бейтов).

## Изучение и издания
В 1923 году исследователь Салман Мумтаз опубликовал неполный список «Дехнаме» с рукописи XVII века, который хранится в Институте рукописей Национальной академии наук Азербайджана в Баку. В предисловии к данному изданию Мумтаз писал:
Дехнаме — это драгоценная сокровищница, продолжающая свою первозданную силу.
В 1961 году Азизага Мамедов подготовил двухтомник произведений поэта под названием «Шах Исмаил Хатаи», в котором рассмотрел главные принципы создания научно-критических текстов «Дехнаме».
В 1967 году исследователь Касим Гасанов опубликовал свою работу «Синтаксис Дехнаме», в которой анализировал определительные словосочетания в поэме. Ещё в 1962 году Гасанов писал, что встречающиеся в поэме определительные словосочетания в значительной степени идентичны таковым в современном азербайджанском языке.
В 1977 году впервые увидел свет труд Минаи Джавадовой «Лексика Шах Исмаила Хатаи (По поэме „Дехнаме“)», в котором она рассказывает об истории изучения поэмы «Дехнаме» и о значении азербайджанского языке в период правления Сефевидов. В данной работе Джавадова отмечает, что «Дехнаме» занимает особое место в литературном наследии Хатаи, являясь одним из наиболее совершенных письменных литературных памятников, созданных на азербайджанском языке.

## Рукописи

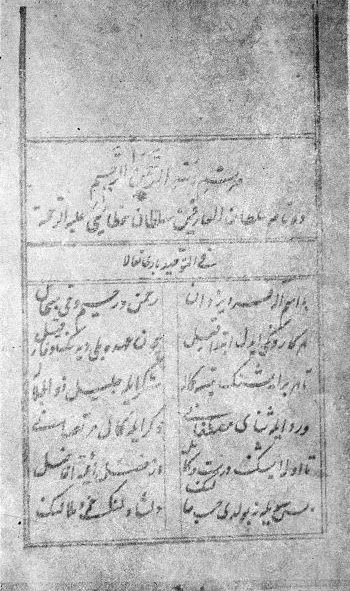
Титульный лист рукописи 1610 года из Института рукописей НАН Азербайджана

В музее Бахтер, расположенным в городе Мазари-Шариф в Афганистане, хранится рукопись, переписанная каллиграфом Мир Иманом Газвином (1552—1613), которая  начинается с месневи «Дехнаме».
В Институте рукописей Национальной академии наук Азербайджана в Баку хранится рукопись поэмы, составленная в XVII веке.
Один из списков «Дехнаме» хранится в Санкт-Петербурге, первое аннотированное описание которого было дано востоковедом Николаем Марром по просьбе Владимира Минорского в 1923 году. Подробное аннотированное описание этого списка было дано также турецким литературоведом Исмаилом Хикметом в его книге «История азербайджанской литературы» (Баку, 1928).
Известно также, что одна из рукописей «Дехнаме» была сдана в библиотеку Азербайджанского государственного издательства в 1923 году. Её дальнейшая судьба  неизвестна.

## Литературный анализ
«Дехнаме» была создана в сфере так называемой «дворцовой литературы». По словам филолога Гасана Гулиева, поэма содержит много лирических отступлений, написанных в близких к народной поэзии формах. Здесь в романтической форме отражены переживания влюблённой пары. Каждая глава представляет собой отдельное, законченное самостоятельное «письмо-обращение», которое объединяет вместе образ героя-поэта и его возлюбленной. Действие в произведении замедлено, а образы героев — статичны. Вся поэма представляет собой любовный монолог, который также можно охарактеризовать как «ответы-стихи» Возлюбленной поэта.
В этих письмах, по словам Гулиева, и заключается «движение сюжета». Какая-либо динамичная и напряжённая интрига в поэме отсутствует. Всё повествование состоит из любовных переживаний, в основу которых положены жизненные факты. Несмотря на наличие романтических черт, в поэме сохранены реалистические элементы.
В поэме, по словам исследователя Гасыма Джахани, заметны традиции классика персидской поэзии Низами Гянджеви, в особенности развитие направлений в соответствии с духом его любовной философии. Так, в «Дехнаме» Хатаи добавлен отрывок под названием «Бахария», при создании которого примером для поэта послужила «Хвала весны» из поэмы Низами «Лейли и Меджнун».